# 湯普森山
湯普森山（英語：Mount Thompson）是南極洲的山峰，位於帕爾默地東岸，處於萊爾克灣西北面，海拔高度1,690米，由美國探險隊發現，以隨隊的地球物理學家安德魯‧湯普森（英語：Andrew A. Thompson）命名。
70°40′S 62°21′W / 70.667°S 62.350°W